# Sindanglaut (Carita)
Sindanglaut is een bestuurslaag in het regentschap Pandeglang van de provincie Banten, Indonesië. Sindanglaut telt 2899 inwoners (volkstelling 2010).